# Mary E. Surratt Boarding House
Het Mary E. Surratt Boarding House is een gebouw in de Amerikaanse hoofdstad Washington D.C. dat gebruikt werd door de samenzweerders om de moord op Abraham Lincoln te beramen.

## Geschiedenis
Het huis werd in 1843 in neo-Griekse stijl gebouwd.
In de periode van 1864-1865 was het huis het eigendom van Mary Surratt en had ze een pension in het pand gevestigd. In de periode tussen september 1864 en april 1865 bezochten de samenzweerders John Wilkes Booth, Lewis Powell en David Herold het huis. Zij waren alle drie betrokken bij de moord op president Abraham Lincoln. Enkele uren na de moord werd het huis doorzocht door rechercheurs toen ze op zoek waren naar John Surratt, de zoon van Mary Surratt. Twee dagen later keerden ze terug naar het huis en arresteerden ze bij het pension Lewis Powell. Op 7 juli 1865 werd Mary Surratt schuldig bevonden wegens samenzwering en een dag later werd ze opgehangen.
In 1925 is er een winkelfaçade aan het pand toegevoegd.